# Rouy-le-Petit
Rouy-le-Petit település Franciaországban, Somme megyében. Lakosainak száma 103 fő (2022. január 1.). Rouy-le-Petit Rouy-le-Grand, Hombleux, Languevoisin-Quiquery, Nesle és Voyennes községekkel határos.

## Népesség
A település népessége az elmúlt években az alábbi módon változott:
| Lakosok száma | 121  | 117  | 118  | 112  | 111  | 109  | 108  | 106  | 103  |
|               | 2013 | 2015 | 2016 | 2017 | 2018 | 2019 | 2020 | 2021 | 2022 |